# ميكي أندو
ميكي أندو (باليابانية: 安藤美姫) هي مصممة رقصات التزلج على الجليد ‏ يابانية، ولدت في 18 ديسمبر 1987 في ناغويا في اليابان.

## وصلات خارجية
- الموقع الرسمي
- ميكي أندو على موقع الاتحاد الدولي للتزلج (الإنجليزية)
- ميكي أندو على موقع أوليمبيديا (الإنجليزية)
- ميكي أندو على موقع IMDb (الإنجليزية)
- ميكي أندو على موقع ANN person (الإنجليزية)